# Personaggi di The Mask
Questa voce elenca i personaggi di The Mask dai film e successivamente alla serie animata. Alcuni personaggi sono apparsi sia nel film che nel cartone, mentre gli altri nuovi personaggi sono apparsi solo nel cartone.

## Personaggi principali

### Stanley Ipkiss

Stanley Ipkiss nel film The Mask

Il protagonista della storia, è un bancario generoso, timido, ingenuo e sfortunatissimo; fortunatamente grazie alla sua maschera magica si trasforma in The Mask, un personaggio molto vivace, divertente, scaltro, imprevedibile e dotato di numerosi poteri che violano le leggi della fisica e della realtà. La maschera amplifica le parti represse della personalità di Stanley e ne diminuisce le inibizioni.
Il personaggio del film si discosta comunque molto dalla sua rappresentazione nel fumetto edito dalla Dark Horse. Nella versione cartacea Ipkiss non è un semplice ragazzo sfortunato, è un vero disadattato sociale, con probabili turbe psichiche di tipo paranoico e tendente alla depressione. La maschera non lo rende un supereroe simpatico o positivo (come invece ritratto nel film); lo trasforma invece in un criminale folle e sanguinario, un assassino senza scrupoli dedito agli omicidi più shockanti e disturbanti possano venire in mente (fra le altre cose uccide un meccanico infilandogli dal busto al cranio un silenziatore per motori). La maschera influisce anche sul suo modo di comportarsi nella vita reale, tanto da arrivare a stilare una lista di persone che dovranno essere uccise per essere state irrispettose nei suoi confronti, per averlo denigrato e imbarazzato.
Interpretato da: Jim Carrey.
Voce originale: Rob Paulsen (serie animata).
Voci italiane: Pino Quartullo (Film), Marco Bolognesi (serie animata).

### Milo
Milo è il cane di Stanley Ipkiss. È un Jack Russell Terrier marrone e bianco e indossa un collare a catena. Quando indossa la maschera, tuttavia, il suo collare diventa a spillo. È interpretato dal cane Max nel film e, come il suo padrone Stanley Ipkiss, è un altro portatore della Maschera di Loki.

### Lt. Mitch Kellaway
Il tenente (John) Mitch Kellaway è un tenente investigativo e il protagonista del fumetto di The Mask del 1991 ed è un personaggio secondario nel film The Mask nel 1994. È interpretato nel film dall'attore americano Peter Riegert e doppiato da Neil Ross  nella serie animata.

### Peggy Brandt
Peggy Brandt è un personaggio di The Mask ed è interpretata nel film del 1994 dall'attrice americana Amy Yasbeck.
Sia nel film che nel cartone animato è una giornalista. Tuttavia, mentre ha tradito Stanley a Dorian nel film (ed è stata uccisa in una scena cancellata), interpreta un personaggio principale ed è la migliore amica di Stanley nel cartone animato.
È l'unica altra donna del cartone animato a indossare la maschera oltre a Evelyn.

### Doyle
Il detective Doyle è il partner del detective Mitch Kellaway nella polizia di Edge City. È interpretato da Jim Doughan nel film del 1994 e doppiato da Jim Cummings nella serie animata.
Doyle è spesso rappresentato come un imbecille imbranato con un debole per le ciambelle. Spesso ostacola il detective Kellaway più di quanto lo aiuti.

### Charlie Schumaker
Charles James "Charlie" Schumaker è il migliore amico di Stanley Ipkiss in The Mask del 1994, oltre che uno dei protagonisti del film, ed è interpretato dall'attore americano Richard Jeni e doppiato da Mark Taylor nella serie animata.

### Dottor Neuman
Interpretato da Ben Stein, è il solo personaggio a comparire sia nel primo che nel secondo film, oltre che nella serie animata. Nonostante nel primo sia psicologo, nel secondo si occupa della guida turistica al museo. In una puntata della serie animata si è trasformato anche lui in The Mask.

## Personaggi apparsi inThe Mask

### Tina Carlyle
Tina Carlyle è la protagonista femminile principale nel film del 1994, The Mask, interpretata dall'attrice Cameron Diaz. È una cantante al Coco Bongo, era la fidanzata di Dorian Tyrell e l'interesse amoroso di Stanley Ipkiss. Bella e affascinante, è tutt'altro che fredda e superficiale: nonostante all'inizio si comporti come una manipolatrice, seducendo Stanley e Charlie con la scusa di aprire un conto per riprendere con una telecamera nascosta la banca per Dorian, è ampiamente insoddisfatta di Dorian come partner, ma non lo sfida finché non viene corteggiata dal suo rivale. E' attratta sia da Stanley che dal suo alter ego, la Maschera, preferendo la personalità timida e romantica del primo alla natura esagerata del secondo. Successivamente, aiuta Stanley a spese di Dorian e diventa determinante nella sconfitta di quest'ultimo. Nel climax del film, lo inganna facendogli rimuovere la maschera per un bacio e poi gli calcia via la maschera dalle mani mentre era distratto.

### Dorian Tyrell
Dorian Tyrell è il principale antagonista del film The Mask del 1994. Era un mafioso e uno dei killer professionisti americani, che lavorava per Niko, il capo della mafia di Edge City. È un tipo ribelle, psicopatico, manipolatore e arrogante che desidera detronizzare ed eliminare il suo superiore Niko. Quando indossa la maschera, Tyrell diventa un essere massiccio e spietato che parla con una profonda voce demoniaca.
È interpretato da Peter Greene.

### Niko
Niko è il boss mafioso di Edge City e proprietario del Coco Bongo Club. Viene ucciso da Dorian Tyrell.
È interpretato da Oreste Matacena nel film.

### Freeze
Freeze è un mafioso e un cattivo nel film The Mask. È anche amico di Dorian Tyrell.
Nel film, è stato interpretato da Reginald E. Cathey.

### Sweet Eddy
Sweet Eddy è il braccio destro di Dorian Tyrell e l'antagonista secondario nel film The Mask.

### Orlando
Orlando  è uno scagnozzo di Dorian Tyrell e l'antagonista terziario di The Mask.

## Personaggi apparsi inThe Mask 2

### Tim Avery
Protagonista di The Mask 2, non presente nel fumetto originale. È un aspirante cartoonista che vive in una piccola abitazione con la moglie Tonya. La sua vita modesta verrà scombussolata dall'arrivo della maschera, trasportata dalla corrente dopo la fine del primo film e trovato dal suo cane Otis. Tim indossa la maschera come costume di Halloween per una festa agli uffici dove lavora, e si trasforma in The Mask. Cambiata l'atmosfera del party, torna a casa e si fionda a letto tra le braccia di Tonya, e nel giro di qualche tempo la donna scopre di essere incinta. Il fatto che il bambino sia stato concepito mentre Tim portava la maschera indica che il piccolo, chiamato Alvey, possiede i suoi pieni poteri. 
Interpretato da: Jamie Kennedy. 
Voce italiana: Fabrizio Vidale.

### Tonya Avery
È la moglie di Tim Avery. Tonya era desiderosa di avere un bambino mentre Tim non lo faceva, sentendo che era una grande responsabilità. Una notte, quando suo marito (che indossava ancora la maschera) tornò a casa dalla festa di Halloween, lei e Tim fecero sesso, il che portò Tonya a rimanere incinta. Nove mesi dopo, diede alla luce Alvey che aveva gli stessi poteri di Loki, a causa del fatto che Tim indossava la Maschera mentre lui e Tonya stavano copulando.

### Alvey Avery
È il figlio di Tonya e Tim, nato da un rapporto mentre quest'ultimo era nello stato di The Mask. A causa di ciò, il bambino possiede i suoi pieni poteri, causando non pochi problemi al padre.

### Otis
Appare nel secondo film, è il cane di Tim Avery. Come Milo, cane del primo film, è un Jack Russel e come lui ha occasione di trasformarsi in The Mask; in questo stato cerca di liberarsi di Alvey, figlio neonato di Tim, perché si sente trascurato da quest'ultimo.

### Loki
Il figlio di Odino, apparso nel secondo film. Ispirato all'omonima figura della mitologia norvegese, in cui rappresenta il Diavolo (anche se meno spietato e assetato di potere).

### Odino
Il padre di Loki, apparso nel secondo film. Ispirato all'omonima figura della mitologia norvegese, in cui rappresenta Dio.

### Betty
Scontrosa vicina di Tim, apparsa nel secondo film come antagonista secondaria. Alla fine del film la sua testa verrà finalmente trasformata in un naso gigante da Loki per essere stata una vicina ficcanaso per sempre.

## Personaggi apparsi nella serie animata

### Dott. Pretorius
Pretorius è il principale antagonista della serie animata. Essendo l'avversario più ricorrente di The Mask nel cartone animato apparso in tutte e tre le stagioni della serie, può essere considerato il nemico dell'arco.

### Walter
Walter, l'arcinemico di The Mask, è un uomo muscoloso mafioso che non parla mai (a causa di un colpo alla gola) e ha preso una vendetta contro The Mask per aver ucciso i suoi datori di lavoro. Con la sua apparente immunità al dolore, è forse l'unica persona viva in grado di combattere chiunque indossi la maschera e vivere.

### Kablamus
Kablamus è un cattivo della serie animata che era così ossessionato dai palloncini che finisce per diventare lui stesso un palloncino infrangibile, acquisendo la capacità di gonfiarsi come un palloncino fino ad esplodere. Essa gli permette anche di liberare nell'aria sostanze contenute in boccette che porta sempre con sé per aumentare gli effetti dello scoppio.

### Mostro d'Argilla e Ragazzo Pesce
Sono due mutanti; inizialmente erano due ragazzi che vogliono diventare potenti come supereroi, poi un giorno dopo un incidente radioattivo, si sono schiantati dai negozi, e da questo in poi uno è diventato un mostro d'argilla, mentre l'altro è diventato un pesce invertebrato e privo di poteri. Sono presenti nella serie animata.

### Skillit
Skillit è un cattivo della serie animata. È il principe del paese delle ombre. Viene dal mondo delle ombre e cerca di prendere anche l'ombra di Mask.

### Lonnie lo Squalo
È il capo della banda dei motociclisti. Un aspetto bruttissimo con denti da squalo. In compagnia del suo scagnozzo Pete e del resto della banda, rubano qualsiasi cosa. Insieme sono presenti nella serie animata.

## Altri personaggi

### Baby Forthwright
È il bambino amico-vicino di Stanley. In due puntate si è trasformato in Baby Mask. È presente nella serie animata.

### Sindaco Mortimer Tilton
Il sindaco afro-americano di Edge City che è stato tenuto in ostaggio insieme agli altri ospiti del party elite di Edge City al Coco Bongo da Dorian che indossa una maschera.

### Sig.ra Peenman
Agnes Peenman è la padrona di casa di Stanley Ipkiss in The Mask (1994). È quasi sempre furiosa con Stanley. È stata interpretata nel film dall'attrice americana Nancy Fish. Nella serie animata, la sua voce è stata fornita da Tress MacNeille.